# Гамарра, Родольфо
Родо́льфо Висе́нте Гама́рра Варе́ла (исп. Rodolfo Vicente Gamarra Varela; 10 декабря 1988, Асунсьон, Парагвай) — парагвайский футболист, нападающий клуба «Гуарани». Выступал в сборной Парагвая.

## Карьера

### Клубная
Воспитанник клубов «Спортиво Лимпеньо» и «Либертад», в котором начал и профессиональную карьеру 18 ноября 2008 года, выйдя на замену на 75-й минуте домашнего матча чемпионата страны против клуба «Такуари», в итоге в том сезоне клуб стал победителем Клаусуры. 12 февраля 2009 года дебютировал в Кубке Либертадорес, выйдя на замену на 75-й минуте домашнего матча розыгрыша 2009 года против перуанского клуба «Университарио». Впервые отличился 20 мая 2009 года, забив сразу 2 гола в матче против клуба «12 октября». Всего в том году сыграл 35 матчей и забил 8 голов в чемпионате, чем помог команде дважды занять 2-е место, сначала в Апертуре, а затем и в Клаусуре.

### В сборной
Выступал за юношескую (до 16 лет) сборную Парагвая, в её составе стал чемпионом Южной Америки в 2004 году.
В составе главной национальной сборной Парагвая дебютировал 5 ноября 2009 года в проходившем в Талькауано товарищеском матче со сборной Чили, в той встрече Родольфо вышел с первых минут, а после 1-го тайма был заменён. В 2010 году Гамарра был включён в заявку команды на финальный турнир чемпионата мира в ЮАР, где, однако, не сыграл ни разу.

## Достижения
«Либертад»
- Чемпион Парагвая (1): 2008 (Клаусура)
- Вице-чемпион Парагвая (2): 2009 (Апертура), 2009 (Клаусура)